# Берег Клари
Бе́рег Клари́ (англ. Clarie Coast) — часть побережья Восточной Антарктиды, лежащая между 130°10' и 136°11' восточной долготы.
Протяжённость берега составляет около 350 км. Край материкового ледникового щита, отвесно обрывающегося к морю, в этом районе прерывается лишь выводными ледниками. Поверхность ледникового щита круто поднимается в глубь материка; на расстоянии 60 км от берега высота её достигает более 1000 м.
Берег был открыт в январе 1840 года французской антарктической экспедицией Дюмон-Дюрвиля и назван в честь жены капитана Жакино — капитана корвета «Зеле», одного из двух судов экспедиции.